# Dietrich Mateschitz
Dietrich Mateschitz (født 20. maj 1944 i Sankt Marein im Mürztal, død 22. oktober 2022) var en østrigsk erhvervsmand, og medstifter af Red Bull GmbH, selskabet bag energidrikken Red Bull, som han ejede 49% af.
I juni 2015 var han ifølge Forbes verdens 116. rigeste person, med en formue på 11,4 milliarder US-dollars.